# Володин, Анатолий Николаевич
Анатолий Николаевич Володин (28 февраля 1939, Москва, СССР) — советский футболист.

## Карьера
Воспитанник группы подготовки при команде «Спартак» Москва . В 1957—1959 годах был в составе «Спартака».. За основную команду в чемпионате СССР провёл один матч 31 октября 1957 года. В игре против «Динамо» Москва вышел на замену на 75 минуте. За дублирующий состав выступал с 1957 по 1959 год, провел 37 матчей, забил 4 мяча.

## Достижения
- Победитель турнира дублеров чемпионата СССР: 1958
- Серебряный призёр турнира дублеров чемпионата СССР: 1957